# Вулиця Васильківського (Львів)
Ву́лиця Василькі́вського — вулиця у Франківському районі міста Львова, у місцевості Новий Світ. Пролягає від вулиці Володимира Антоновича до вулиці Героїв УПА.

## Історія
Виникла на межі XIX—XX століть, у 1904 році отримала назву вулиця Анчевських, на честь родини львівських лікарів. За часів німецької окупації, з 1943 року по липень 1944 року мала назву Роонґассе, на честь прусського військовика та політика Альбрехта фон Роона.
Сучасну назву вулиця отримала у 1946 році, на честь українського художника Сергія Васильківського.

## Забудова
У забудові вулиці переважають будинки початку XX століття у стилях класицизму та модерну.